# Robert Bartko
Robert Bartko (Potsdam, 23 de diciembre de 1975) es un deportista alemán que compitió en ciclismo en las modalidades de pista, especialista en las pruebas de persecución, y ruta.
Participó en tres Juegos Olímpicos de Verano, entre los años 1996 y 2004, obteniendo en total dos medallas de oro en Sídney 2000 en las pruebas de persecución individual y por equipos (junto con Guido Fulst, Daniel Becke y Jens Lehmann).
Ganó ocho medallas en el Campeonato Mundial de Ciclismo en Pista entre los años 1998 y 2007, y tres medallas en el Campeonato Europeo de Ciclismo en Pista, en los años 2008 y 2009.

## Medallero internacional
| Juegos Olímpicos   | Juegos Olímpicos             | Juegos Olímpicos  | Juegos Olímpicos        |
| Año                | Lugar                        | Medalla           | Competición             |
| ------------------ | ---------------------------- | ----------------- | ----------------------- |
| 2000               | Sídney (Australia)           | Medalla de oro    | Persecución individual  |
| 2000               | Sídney (Australia)           | Medalla de oro    | Persecución por equipos |
| Campeonato Mundial |                              |                   |                         |
| Año                | Lugar                        | Medalla           | Competición             |
| 1998               | Burdeos (Francia)            | Medalla de plata  | Persecución por equipos |
| 1998               | Burdeos (Francia)            | Medalla de bronce | Persecución individual  |
| 1999               | Berlín (Alemania)            | Medalla de oro    | Persecución individual  |
| 1999               | Berlín (Alemania)            | Medalla de oro    | Persecución por equipos |
| 2004               | Melbourne (Australia)        | Medalla de bronce | Persecución individual  |
| 2005               | Los Ángeles (Estados Unidos) | Medalla de oro    | Persecución individual  |
| 2006               | Burdeos (Francia)            | Medalla de oro    | Persecución individual  |
| 2007               | Palma de Mallorca (España)   | Medalla de plata  | Persecución individual  |
| Campeonato Europeo |                              |                   |                         |
| Año                | Lugar                        | Medalla           | Competición             |
| 2008               | Alkmaar (Países Bajos)       | Medalla de plata  | Ómnium                  |
| 2009               | Gante (Bélgica)              | Medalla de plata  | Ómnium                  |
| 2009               | Gante (Bélgica)              | Medalla de oro    | Madison                 |

1. 1 2  Campeonato Europeo realizado sólo para la disciplina de ómnium.
2. ↑  Campeonato Europeo realizado sólo para la disciplina de madison.

## Palmarés en pista
- 1994

 Campeón de Alemania en Persecución por equipos (con Andreas Bach, Erik Weispfennig y Guido Fulst)
- 1995

 Campeón de Alemania en Persecución por equipos (con Rüdiger Knispel, Heiko Szonn y Guido Fulst)
- 1996

 Campeón de Alemania en Persecución por equipos (con Christian Lademann, Heiko Szonn y Guido Fulst)
- 1999

 Campeón del mundo de Persecución individual
 Campeón del mundo de Persecución por equipos (con Daniel Becke, Jens Lehmann y Guido Fulst)
- 2000

 Medalla de oro de los Juegos Olímpicos de Sídney en Persecución individual
 Medalla de oro de los Juegos Olímpicos de Sídney en Persecución per equipos (con Daniel Becke, Jens Lehmann y Guido Fulst)
 Campeón de Alemania en Persecución por equipos (con Andreas Müller, Andre Kalfack y Guido Fulst)
- 2004

1º en los Seis días de Berlín (con Guido Fulst)
- 2005

 Campeón del mundo de Persecución individual
 Campeón de Alemania Madison (con Guido Fulst)
 Campeón de Alemania Persecución
 Campeón de Alemania en Persecución por equipos (con Karl-Christian König, Leif Lampater y Guido Fulst)
1º en los Seis días de Múnich (con Erik Zabel)
1º en los Seis días de Bremen (con Andreas Beikirch)
- 2006

 Campeón del mundo de Persecución individual
 Campeón de Alemania Madison (con Andreas Beikirch)
 Campeón de Alemania Persecución
 Campeón de Alemania en Persecución por equipos (con Karl-Christian König, Robert Kriegs y Guido Fulst)
1º en los Seis días de Stuttgart (con Guido Fulst y Leif Lampater)
- 2007

 Campeón de Alemania Persecución
 Campeón de Alemania en Persecución por equipos (con Karl-Christian König, Robert Kriegs i Frank Schulz)
1º en los Seis días de Gante (con Iljo Keisse)
1º en los Seis días de Ámsterdam (con Iljo Keisse)
1º en los Seis días de Róterdam (con Iljo Keisse)
- 2008

 Campeón de Alemania en Puntuación
 Campeón de Alemania Persecución
 Campeón de Alemania en Persecución por equipos (con Robert Bengsch, Henning Bommel i Frank Schulz)
1º en los Seis días de Múnich (con Iljo Keisse)
1º en los Seis días de Bremen (con Iljo Keisse)
1º en los Seis días de Gante (con Iljo Keisse)
1º en los Seis días de Stuttgart (con Iljo Keisse y Leif Lampater)
- 2009
  - Campió de Europa de Madison (con Roger Kluge)

 Campeón de Alemania en Persecución por equipos (con Roger Kluge, Johannes Kahra y Stefan Schäfer)
1º en los Seis días de Berlín (con Erik Zabel)
1º en los Seis días de Ámsterdam (con Roger Kluge)
1º en los Seis días de Apeldoorn (con Léon van Bon y Pim Ligthart)
- 2010

 Campeón de Alemania en Persecución por equipos (con  Henning Bommel, Johannes Kahra y Stefan Schäfer)
1º en los Seis días de Ámsterdam (con Roger Kluge)
1º en los Seis días de Zúrich (con Danilo Hondo)
- 2011

1º en los Seis días de Berlín (con Roger Kluge)
1º en los Seis días de Bremen (con Robert Bengsch)
1º en los Seis días de Gante (con Kenny De Ketele)
- 2012

1º en los Seis días de Bremen (con Peter Schep)
- 2014

1º en los Seis días de Copenhague (con Marcel Kalz)

### Resultados a laCopa del Mundo
- 1998

1º en Berlín, en Persecución
1º en Berlín, en Persecución por equipos
- 2004

1º en Moscú, en Persecución
- 2004-2005

1º en Los Ángeles, en Persecución
1º en Los Ángeles, en Persecución por equipos
1º en Los Ángeles, en Madison
- 2006-2007

1º en Moscú, en Persecución
- 2008-2009

1º en Copenhague, en Madison

## Palmarés en ruta
1995
- 1 etapa de la Vuelta a la Baja Sajonia

1998
- 1 etapa del Tour de Croacia

1999
- 1 etapa de la Vuelta a Sajonia

2002
- 1 etapa de la Vuelta a la Baja Sajonia

2003
- 1 etapa del Tour de Luxemburgo

2004
- Tres Días de Flandes Occidental, más 1 etapa

### Resultados en la vuelta a España
- 2002. 105.º de la clasificación general.